# Erannis confusaria
Erannis confusaria là một loài bướm đêm trong họ Geometridae.